# شينوسية جرداء
شينوسية جرداء (الاسم العلمي:Schinopsis glabra) هي نوع من النباتات تتبع جنس الشينوسية من الفصيلة البطمية.